# Defend Your Castle
Defend Your Castle est un jeu vidéo mêlant action et tir, d'abord disponible en tant que jeu Flash gratuit sur navigateur web, puis sorti en 2008 sur WiiWare. Le jeu a été édité par XGen Studios et propose au joueur de défendre son château en éliminant de diverses façons les soldats qui l'attaquent.

## Accueil
- GameSpot : 6/10[1]
- IGN : 7,9/10[2]